# Balong Besuk
Balong Besuk is een bestuurslaag in het regentschap Jombang van de provincie Oost-Java, Indonesië. Balong Besuk telt 4931 inwoners (volkstelling 2010).